# Battaglia di Vaprio d'Adda (1324)
La battaglia di Vaprio d'Adda fu una battaglia della guerra tra guelfi e ghibellini, avvenuta il 28 febbraio 1324.

## Antefatti
La vittoria ottenuta il 19 aprile 1323 dall'esercito pontificio e dai Della Torre a Gorgonzola contro i viscontei permise ai guelfi di assicurarsi le vettovaglie tramite i ponti di Vaprio e Cassano d'Adda. Alla fine di luglio furono tuttavia costrette ad abbandonare l'assedio di Milano e a ritirarsi a Monza a causa delle malattie che si diffondevano tra i soldati. L'8 agosto Marco Visconti, uscito da Milano, pose l'assedio a Monza. La città si difese strenuamente e dopo due mesi d'assedio fu costretto a ritirarsi a Milano per un morbo contagioso che si stava diffondendo tra le truppe viscontee. Il Cardona rispose inviando un contingente di soldati travestiti da pescatori a Lodi ma l'inganno non funzionò e i guelfi furono cacciati. Marco Visconti decise allora di attirare il Cardona fuori città, assicurandosi i ponti di Trezzo e Cassano, bloccando così le vie principali per far transitare rinforzi e rifornimenti verso Monza. Verso la fine del febbraio 1324 Raimondo di Cardona uscì con buona parte dell'esercito pontificio da Monza in direzione dell'Adda nel tentativo di prendere Vaprio e assicurarsi gli approvvigionamenti dopo il blocco del ponte di Cassano da parte dei viscontei. Si narra che presaghi dell'esito della battaglia furono due stormi di taccole che si affrontarono nei cieli sopra Monza: lo stormo più piccolo, venendo da Milano, sconfisse il più numeroso che giungeva da oriente.

## Battaglia
Il 28 febbraio 1324 i viscontei fecero uscire un esercito composto da numerosi fanti e 1 200 cavalieri tedeschi da Milano per assicurarsi il ponte di Vaprio e bloccare completamente i rifornimenti ai pontifici. Galeazzo Visconti ordinò ad un manipolo di veterani di raggiungere segretamente il borgo di Vaprio e aspettare ivi lo scoppio della battaglia per poi appiccare fuoco alle case. Nel frattempo l'esercito pontificio, forte di numerosi fanti e 1 000 cavalieri, avvedutosene, uscì da Monza, raggiunse Vaprio e ne conquistò il borgo, il castello e il ponte. Quando i viscontei giunsero presso il borgo subito ne assediarono il castello ma il Cardona, pressoché sprovvisto di vettovaglie, fu costretto a cercare la battaglia campale. Gli arcieri milanesi crearono scompiglio tra file dei pontifici mentre la cavalleria bloccava ogni via di fuga e i veterani che vi erano nascosti, come da ordine, diedero fuoco al borgo e al castello. Divampò un devastante incendio e le altissime fiamme costrinsero Raimondo di Cardona ad arretrare presso la riva dell'Adda che però si trovava in piena. I viscontei ordinarono allora la carica da parte della cavalleria pesante tedesca che sfondò le linee nemiche gettandole nel caos. Alcuni soldati dell'esercito pontificio abbandonarono le armi e fuggirono verso Monza. Ormai in trappola, il Cardona tentò la fuga insieme ad Enrico di Fiandra ma fu catturato dai viscontei mentre Simone Della Torre, insieme a molti altri soldati, cercò di attraversare a nuoto il fiume, annegando tra i flutti; tutti gli altri vennero inseguiti ed abbattuti dai viscontei. La battaglia era ormai perduta. I milanesi si appropriarono degli stendardi del re di Napoli, dello Stato Pontificio, dei fiorentini e di quello dei Della Torre. Caddero circa 800 cavalieri tra i guelfi e appena 50 tra i viscontei.

## Conseguenze
Raimondo di Cardona, fatto prigioniero, venne condotto a Milano. Fu in seguito liberato dietro il pagamento di un pesante riscatto e il giuramento che non avrebbe mai più imbracciato le armi contro i milanesi e i loro alleati. Il Cardona fu sciolto dal giuramento dal papa e l'anno dopo tornò a combattere contro le truppe di Castruccio Castracani, supportate dai milanesi, nella battaglia di Altopascio dove fu nuovamente sconfitto e catturato. Enrico di Fiandra ritornò al comando delle truppe pontificie e si apprestò a difendere Monza che raggiunse la sera stessa. Marco Visconti a questo proposito ebbe una lite con Galeazzo Visconti in cui lo accusò di non aver saputo approfittare della vittoria, non avendo voluto catturare Monza che era difesa da 2 000 uomini, perlopiù malridotti per la battaglia e dall'animo fiaccato. Galeazzo motivò la decisione con la volontà di non arrecare ulteriore danno alla città che secondo le sue previsioni sarebbe comunque caduta da lì a pochi giorni. Quella notte l'esercito visconteo si accampò presso Concorezzo. Enrico di Fiandra, fuggito per la campagna, giunse a Monza il giorno successivo.
A novembre Raimondo di Cardona fu liberato per inviare le condizioni di pace al papa. Nei mesi successivi Galeazzo Visconti aprirà trattative segrete con il papa che verranno continuate da Azzone Visconti. Si giungerà ad una riconciliazione solo nel settembre del 1329 ma gli attriti con lo Stato Pontificio proseguiranno per molti anni.